# Mayhem (албум)
Mayhem је осми студијски албум америчке певачице Лејди Гаге издат 7. марта 2025. године.

## Списак песама

### Стандардно издање
1. «Disease» 3:49
2. «Abracadabra» 3:43
3. «Garden of Eden» 3:59
4. «Perfect Celebrity» 3:49
5. «Vanish into You» 4:04
6. «Killah» (ft. Gesaffelstein) 3:30
7. «Zombieboy» 3:33
8. «LoveDrug» 3:13
9. «How Bad Do U Want Me» 3:58
10. «Don't Call Tonight» 3:45
11. «Shadow of a Man» 3:19
12. «The Beast» 3:54
13. «Blade of Grass» 4:17
14. «Die with a Smile» (ft. Bruno Mars) 4:11

### Јапанско издање
1. «Can't Stop The High» 3:31

### Targetиздање
1. «Kill for Love» 4:09